# Tolstraat 21-53
Tolstraat 21 -53 en Pieter Aertszstraat 22-28 te Amsterdam is een reeks portiekwoningen op de hoek van de Tolstraat en Pieter Aertszstraat in de "Van der Helstpleinbuurt", Amsterdam-Zuid.
Het complex werd in twee fasen gebouwd in de  Nieuwe Pijp. Allereerst werd rond 1913 gebouwd aan het westelijk eind van de Tolstraat, Amsterdam bouwde hier vanaf de Amstel het land in. De Algemene Woningbouw Vereniging had hier grond (vermoedelijk in erfpacht) en schakelde architect Hendrik Petrus Berlage in voor de bouw van een aantal portiekwoningen, in de 21e eeuw bekend onder Tolstraat 31-51 (midden in het blok). 
Een paar jaar later (1917) vroeg dezelfde woningbouwvereniging toestemming om ook de aanpalende hoek van de Tolstraat en Nieuwe Tolstraat te mogen bebouwen. Die hoek werd een scherpe hoek en daar was men in De Pijp wel aan gewend, zie bijvoorbeeld het bekende gebouw De Punt. Deze hoek werd vervolgens ontwerpen door Hendrik Petrus Berlage en Jop van Epen, beide architecten hadden en hebben een uitgebreid oeuvre bij die woningbouwvereniging. Zij kwamen hier niet met een gebouw met een taartpuntachtige plattegrond, maar een serie woningen waarbij de zijgevel van de Nieuwe Tolstraat tevens dienst doet als voorgevel van de Tolstraat. In 1917 kregen de woningen hun huisnummer; in 1919 kreeg de Nieuwe Tolstraat haar nieuwe naam Pieter Aertszstraat.   
Bij de weging of dit complex in aanmerking kon komen voor een status van gemeentelijk monument werd genoteerd dat:
- Berlage en Van Epen een sober woonblok neer lieten zetten zonder franjes aan de gevel;
- een overheersende daklijst is geplaatst
- de wooneenheden qua plattegrond in elkaar grijpen waardoor minder grondoppervlak nodig was.

Met het oog gezien zijn er andere opvallende kenmerken. De portiekdeuren zijn okergeel, hetgeen afsteekt tegen het bruine baksteen. De erkers boven de toegangsdeuren worden gedragen door grijs natuursteen, hetgeen ook afsteekt tegen het baksteen. In de straat zijn vier bouwlagen zichtbaar terwijl het bouwwerk op de hoek er vijf heeft. Er werd ook geconstateerd dat er later aan het ontwerp enige concessies moest doen vanwege privacyregels. Bij oplevering moesten alle etagebewoners gebruik maken van dezelfde brievenbus. Dat werd eind 20e eeuw een ongewenste situatie; er werden metalen boxen bij de deuren (in het gehele complex) geplaatst.
De manier van volbouwen vanaf de Amstel had tot resultaat dat Tolstraat 21 onderdeel van het complex het laagste huisnummer is aan de straat.

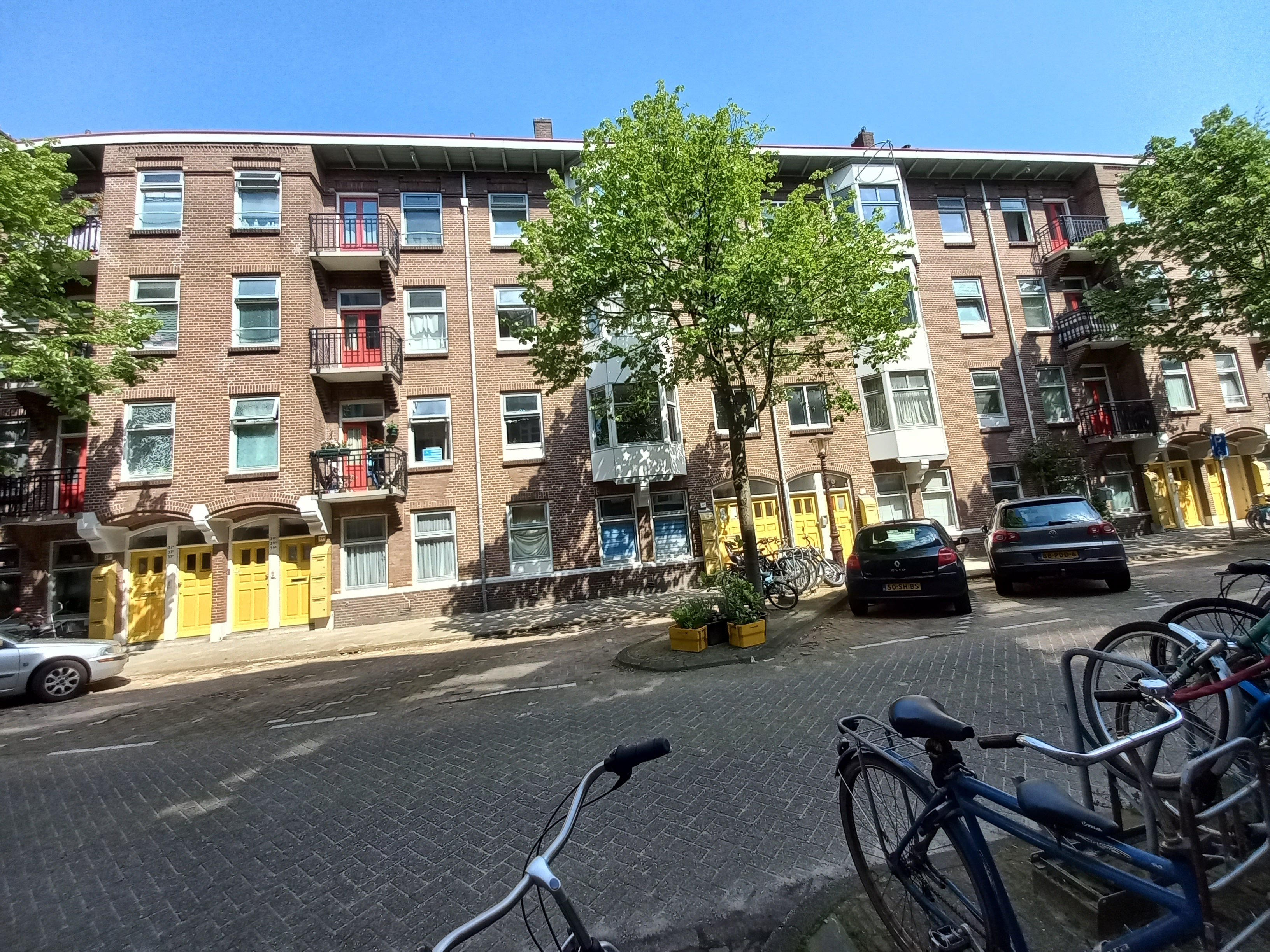
De platte gevel Tolstraat (mei 2023)

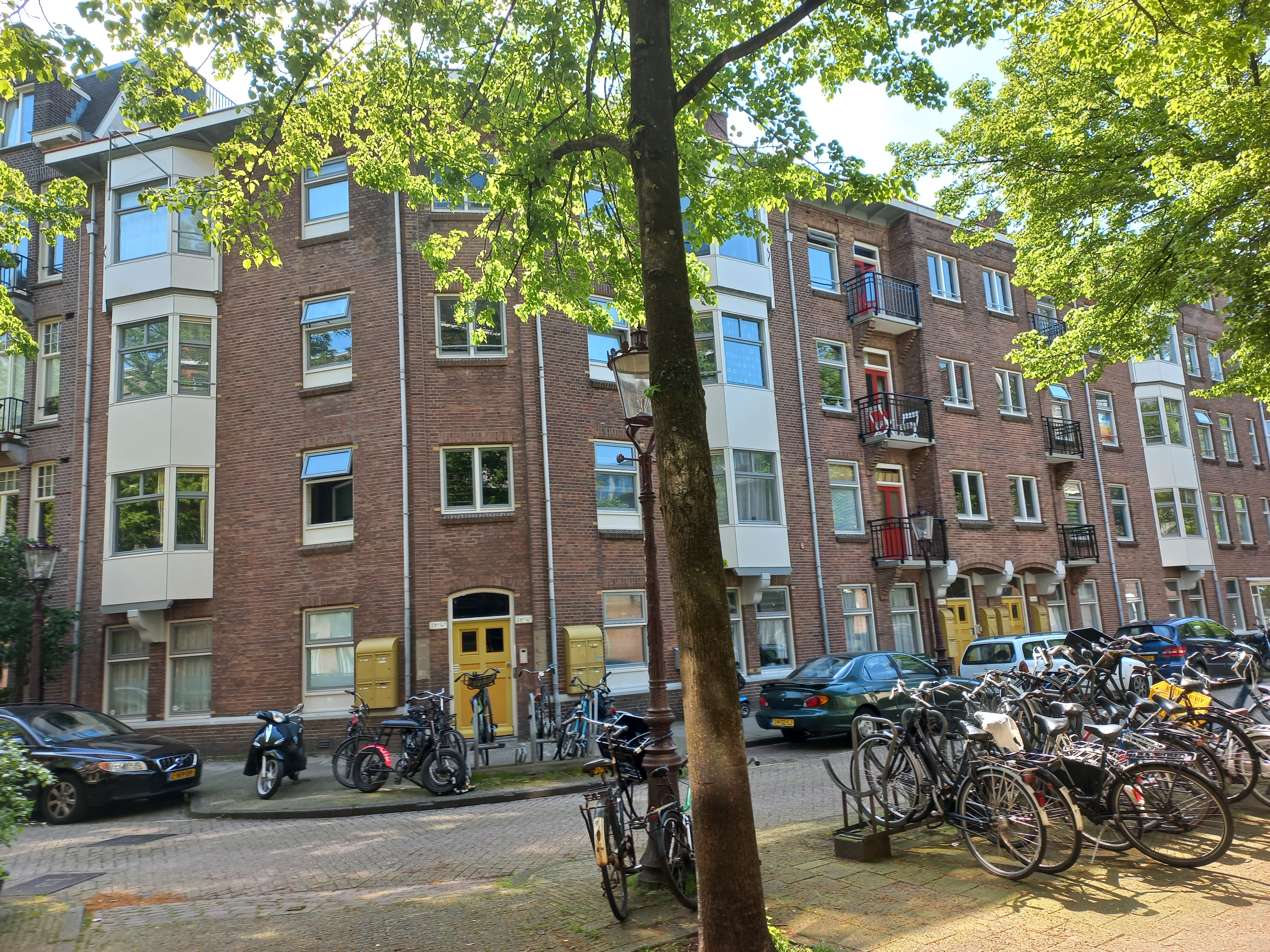
Pieter Aertszstraat 22-28 (mei 2023)